# والدفیشباخ-بورگالبن
والدفیشباخ-بورگالبن (به آلمانی: Waldfischbach-Burgalben) یک شهر در آلمان است که در زودوستپفالتس واقع شده‌است. والدفیشباخ-بورگالبن ۵٬۰۹۶ نفر جمعیت دارد.

## خواهرخوانده
شهر کارانتان خواهرخواندهٔ والدفیشباخ-بورگالبن هست.